# Peršaja Liha 2019
La Peršaja Liha 2019 è stata la 29ª edizione della seconda serie del campionato bielorusso di calcio. La stagione è iniziata il 13 aprile 2019 ed è terminata il 24 novembre successivo.

## Stagione

### Novità
Al termine della passata stagione sono salite in massima serie Slavija-Mazyr e Ėnerhetyk-BDU Minsk. È retrocesso in Druhaja liha il Čist.
Dalla Vyšėjšaja Liha 2018 è retrocesso lo Smaljavičy. Dalla Druhaja liha sono saliti Ruch Brėst, Krumkačy Minsk e Spadarožnik Rėčica
L'UAS Žytkavičy si è ritirato pochi giorni prima dell'inizio del campionato.
Il Krumkačy Minsk ha cambiato denominazione in NFK Minsk.

### Formula
Le quindici squadre si affrontano due volte, per un totale di ventotto giornate più due turni di riposo.
Le prime due classificate, vengono promosse in Vyšėjšaja Liha 2020. La terza, invece, disputa uno spareggio promozione retrocessione con la terzultima classificata della Vyšėjšaja Liha 2019. L'ultima, infine, retrocede in Druhaja liha.

## Classifica finale
|  | Pos. | Squadra            | Pt | G  | V  | N  | P  | GF | GS | DR  |
|  | ---- | ------------------ | -- | -- | -- | -- | -- | -- | -- | --- |
|  | 1.   | Belšyna            | 68 | 28 | 21 | 5  | 2  | 74 | 22 | +52 |
|  | 2.   | Smaljavičy         | 64 | 28 | 19 | 7  | 2  | 60 | 15 | +45 |
|  | 3.   | Ruch Brėst         | 56 | 28 | 15 | 11 | 2  | 65 | 26 | +39 |
|  | 4.   | Ljakamatyŭ Homel'  | 56 | 28 | 17 | 5  | 6  | 60 | 24 | +36 |
|  | 5.   | Naftan             | 47 | 28 | 13 | 8  | 7  | 58 | 43 | +15 |
|  | 6.   | Spadarožnik Rėčica | 45 | 28 | 13 | 6  | 9  | 46 | 36 | +10 |
|  | 7.   | Lida               | 44 | 28 | 12 | 8  | 8  | 49 | 32 | +17 |
|  | 8.   | NFK Minsk          | 40 | 28 | 11 | 7  | 10 | 41 | 38 | +3  |
|  | 9.   | Hranit Mikašėvičy  | 35 | 28 | 9  | 8  | 11 | 38 | 41 | -3  |
|  | 10.  | Orša               | 31 | 28 | 9  | 4  | 15 | 38 | 41 | -3  |
|  | 11.  | Chimik Svetlahorsk | 26 | 28 | 7  | 5  | 16 | 26 | 59 | -33 |
|  | 12.  | Volna Pinsk        | 21 | 28 | 5  | 6  | 17 | 29 | 48 | -19 |
|  | 13.  | Slonim-2017        | 21 | 28 | 4  | 9  | 15 | 18 | 47 | -29 |
|  | 14.  | Smarhon'           | 18 | 28 | 4  | 6  | 18 | 27 | 63 | -36 |
|  | 15.  | Baranavičy         | 9  | 28 | 2  | 3  | 23 | 12 | 80 | -68 |

Legenda:
      Promossa in Vyšėjšaja Liha 2020.
   Ammesso allo spareggio promozione-retrocessione.
      Retrocessa nelle Druhaja Liha 2020
Note:
Tre punti a vittoria, uno a pareggio, zero a sconfitta.

## Spareggio promozione-retrocessione
|                 | Risultati             |                 | Luogo e data             |
| --------------- | --------------------- | --------------- | ------------------------ |
| Ruch Brėst      | 2 - 1                 | Dnjapro Mahilëŭ | Brėst, 5 dicembre 2019   |
| Dnjapro Mahilëŭ | 2 - 1 (dts) (4-5 dtr) | Ruch Brėst      | Mahilëŭ, 8 dicembre 2019 |
|                 |                       |                 |                          |